# Leon Murzynowski
Leon Murzynowski (ur. 11 stycznia 1908 w Poznaniu, zm. 15 czerwca 1965) – prezydent miasta Poznania (1948–1950), dyrektor zakładów im. H. Cegielskiego w Poznaniu (1947–1948).
Kształcenie odbierał w zakładach im. H. Cegielskiego w dziale administracyjno-handlowym. Do 1939 roku, z uwagi na bezrobocie, pracował jako blacharz. Podczas II wojny światowej rozpoczął pracę w zakładach im. H. Cegielskiego, po czym awansował na szefa Wydziału Zasobów. W 1946 zostało mu powierzone stanowisko wicedyrektora, a w 1947 dyrektora administracyjnego.
Na jego cześć robotnicy zakładów im. H. Cegielskiego ułożyli wiersz:

Nie zmogły ciebie sanacyjne władze
i nie pokonał szwabski, twardy kat.
Każdy robotnik ufa twej odwadze,
wie, że dla ciebie każdy z nich to brat.

28 października 1948 Stanisław Sroka pełniący funkcję prezydenta Poznania został powołany na stanowisko wiceprezydenta Warszawy. Zastąpił go Murzynowski, który 11 grudnia 1948 został wybrany prezydentem miasta Poznania. Urząd prezydenta Poznania pełnił do 12 czerwca 1950, według danych oficjalnych ustąpił ze stanowiska z powodu choroby. Zmarł 15 czerwca 1965 roku w wyniku zawału serca. Pogrzeb odbył się na cmentarzu Bożego Ciała przy ul. Bluszczowej w Poznaniu.
1 grudnia 1999 jego ciało zostało przewiezione na poznański cmentarz Junikowo.